# Серпокрилка сухолиста
Серпокрилка сухолиста (Falcaria lacertinaria) — вид метеликів родини серпокрилок (Drepanidae).

## Поширення
Вид поширений в Європі й Туреччині. Присутній у фауні України. Трапляється скрізь, де росте береза або вільха.

## Опис

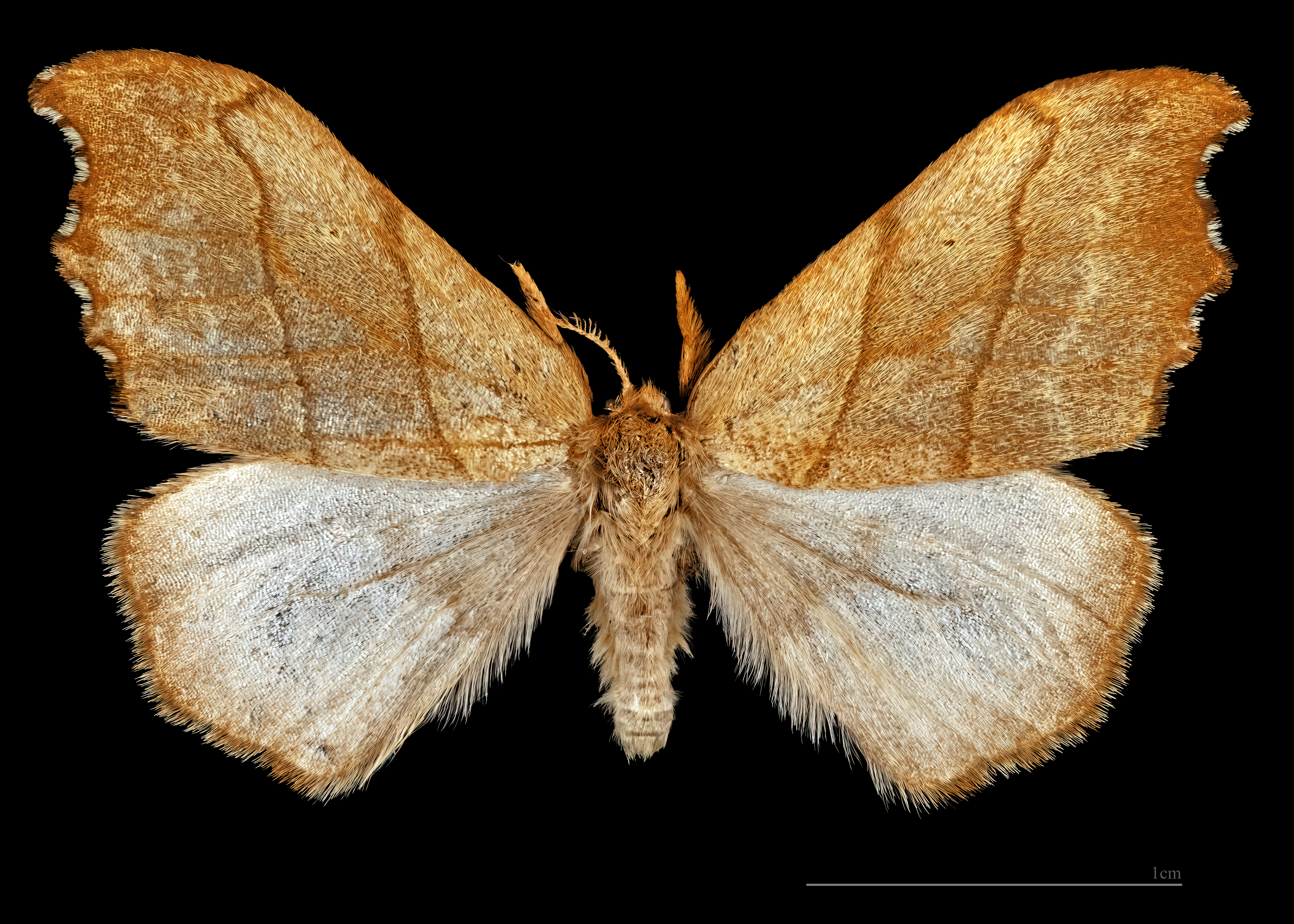
♂
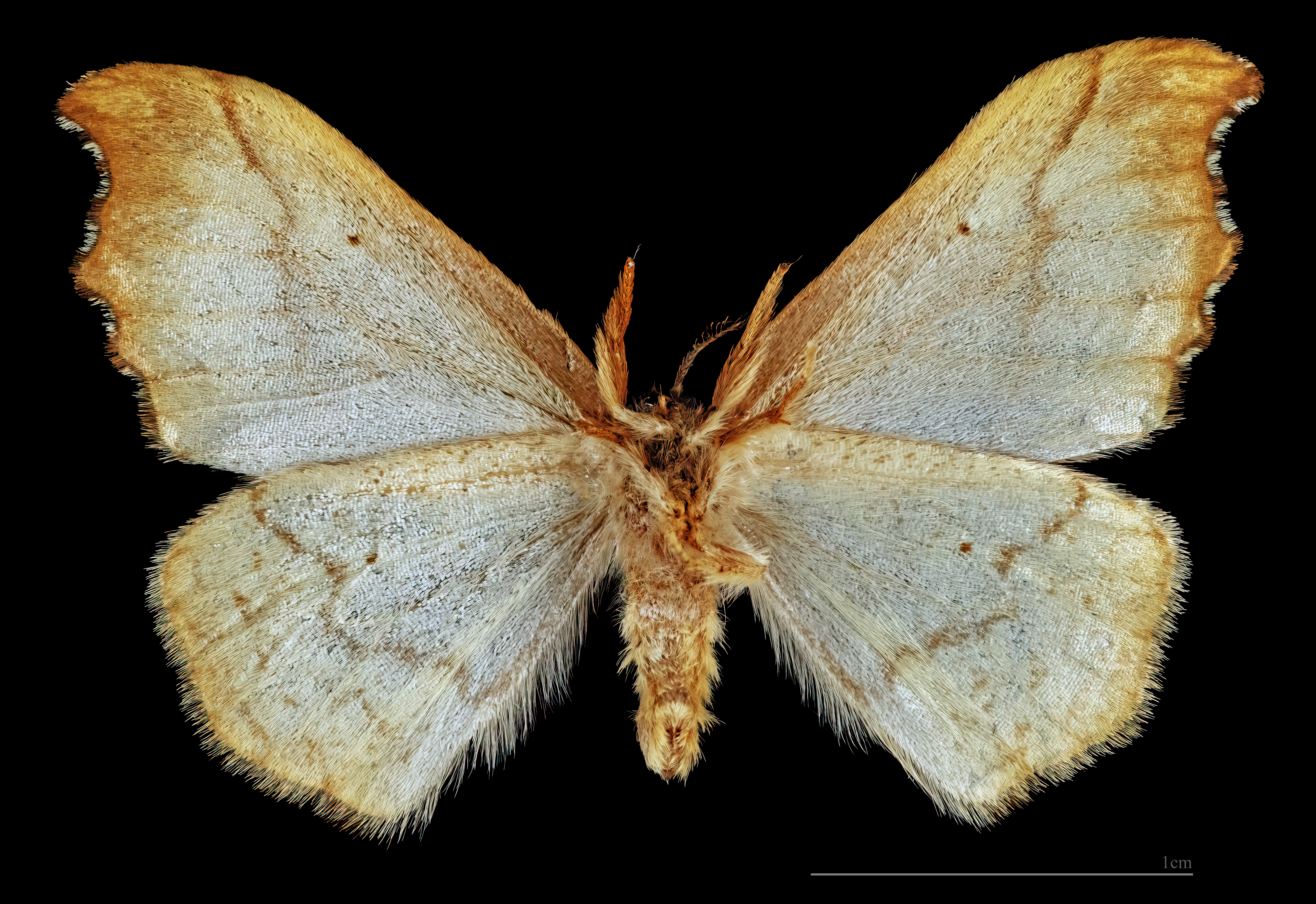
♂ △
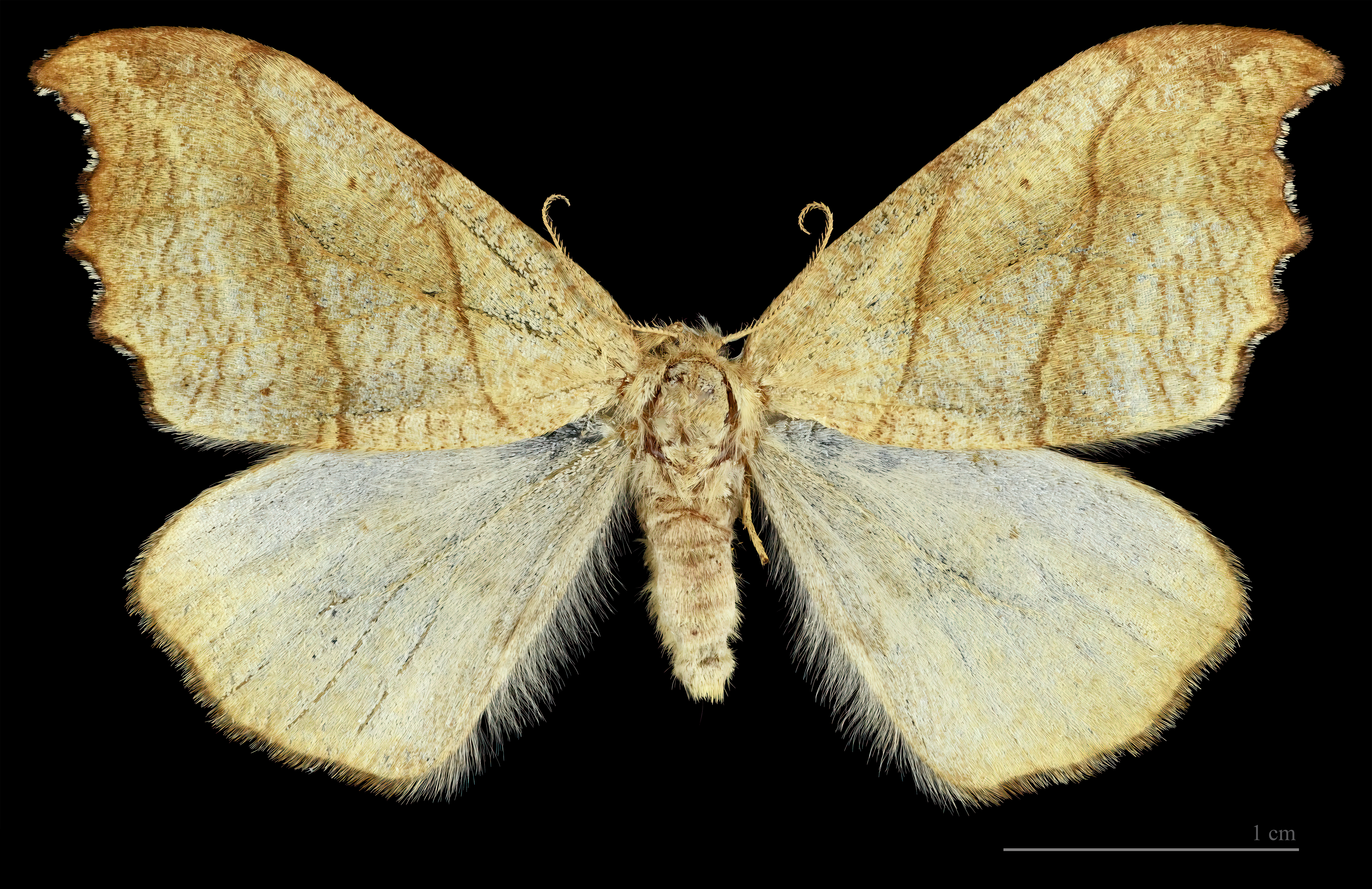
♀
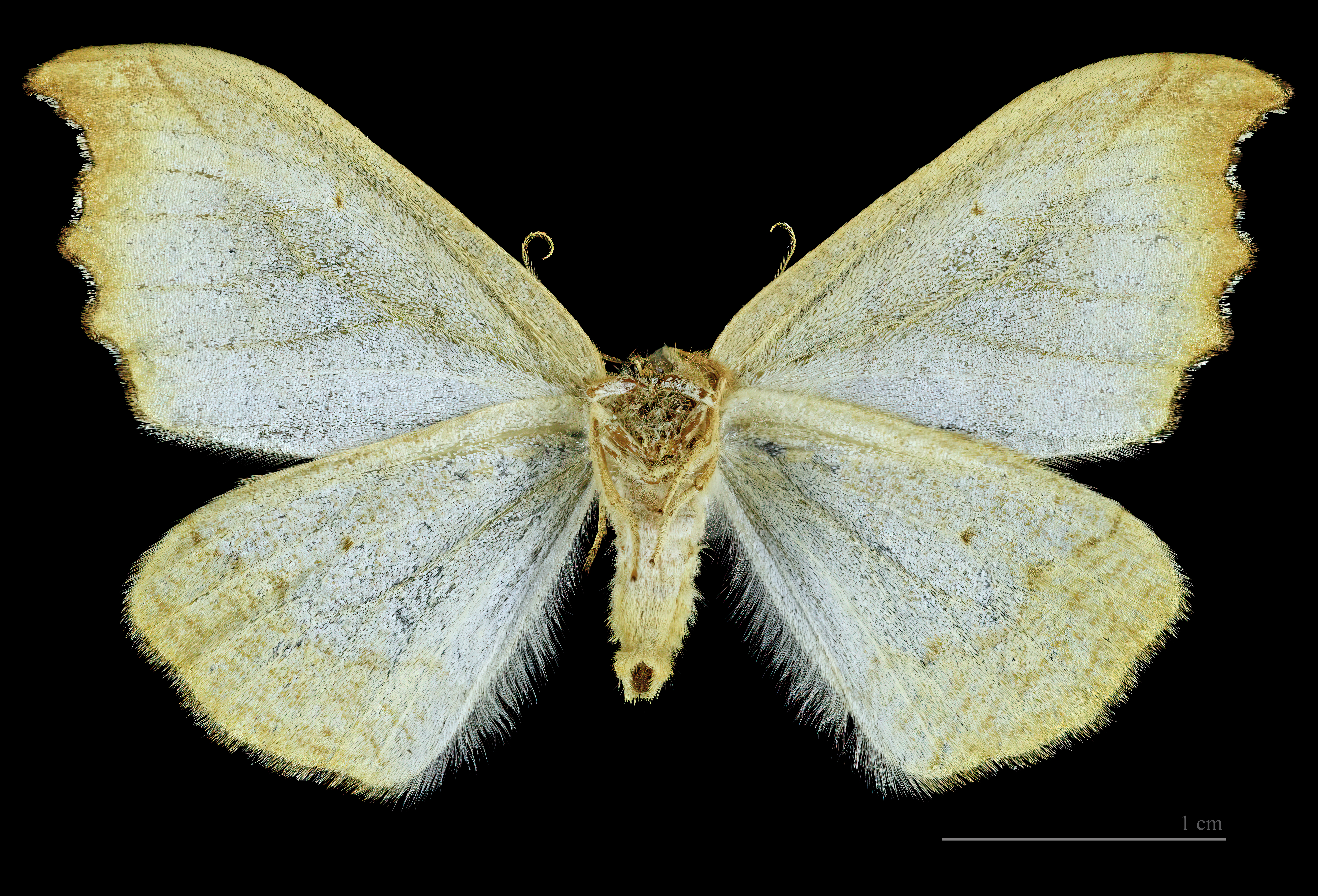
♀ △

Розмах крил сягає 27—35 мм. Передні крила у метеликів весняного покоління темно-коричневі з білими відблисками та мітками, у літнього — рівномірно жовто-коричневі. Посередині крил обох поколінь є дві паралельні коричневі поперечні лінії. Зовнішній край передніх крил нерівно облямований. Задні крила світлого кольору, лише на зовнішньому краї з темно-коричневою лінією.

## Спосіб життя
Імаго літають з квітня по серпень, залежно від місцеперебування. Личинки живляться листям берези й вільхи.